# De bedenkelijk kijkende grondeekhoorn
De bedenkelijk kijkende grondeekhoorn was een small press-stripperiodiek. Het ontstond uit een samenwerkingsverband van Gummbah, Jeroen de Leijer van Eefje Wentelteefje, Ivo van Leeuwen en Steppie Lloyd Trumpstein. Het bevatte tekeningen, schetsen en absurde verhalen.